# Flashdance (soundtrack)
Flashdance is de originele soundtrack van de gelijknamige film uit 1983, uitgebracht door Casablanca Records en PolyGram.

## Achtergrond
De muziekbegeleider van de film, Phil Ramone, maakte selecties die volgens hem het beste bij hun respectievelijke scènes pasten, en componist Giorgio Moroder droeg extra nummers bij tijdens het componeren van de film. Een van zijn bijdragen was "Flashdance... What a Feeling" van Irene Cara. Toen de film een verrassend succes werd, was de soundtrack binnen enkele dagen uitverkocht en moest de platenmaatschappij de bestellingen van in totaal een half miljoen exemplaren vervullen. Videoclips voor sommige nummers op de soundtrack werden vervolgens samengesteld met behulp van scènes uit de film, en voor de volgende single, "Maniac" van Michael Sembello, werd een van deze promotionele videoclips regelmatig op MTV vertoond.
Van het album zijn er wereldwijd 20 miljoen exemplaren verkocht, waardoor het een van de best verkochte soundtrackalbums werd aller tijden. De muziek leverde negen Grammy Award-nominaties op, waaronder een Album of the Year-nominatie voor alle artiesten op het album, en won er drie, waarvan één voor het Best Album of Original Score Written for a Motion Picture or a Television Special die naar alle songwriters gecrediteerd. Cara kreeg veel lof voor "Flashdance...What a Feeling", waarbij ze de Grammy Award for Best Pop Vocal Performance, Female won, en zowel de Academy Award (Oscar) als de Golden Globe voor Best Original Song met Moroder en haar medetekstschrijver Keith Forsey.

## Tracklijst
| Nr. | Titel                           | Artiest(en)      | Duur |
| --- | ------------------------------- | ---------------- | ---- |
| 1.  | Flashdance... What a Feeling    | Irene Cara       | 3:53 |
| 2.  | He's a Dream                    | Shandi Sinnamon  | 3:28 |
| 3.  | Love Theme from Flashdance      | Helen St. John   | 3:27 |
| 4.  | Manhunt                         | Karen Kamon      | 2:36 |
| 5.  | Lady, Lady, Lady                | Joe Esposito     | 4:09 |
| 6.  | Imagination                     | Laura Branigan   | 3:35 |
| 7.  | Romeo                           | Donna Summer     | 3:13 |
| 8.  | Seduce Me Tonight               | Cycle V          | 3:31 |
| 9.  | I'll Be Here Where the Heart Is | Kim Carnes       | 4:36 |
| 10. | Maniac                          | Michael Sembello | 4:04 |